# قائمة حكام قراقويونلو
هذه قائمة حكام سلالة قراقويونلو ("سلالة الخراف السوداء"). حكمت الأسرة الحاكمة ماهو الآن جزءًا من إيران والعراق وأذربيجان وشرق تركيا. كانت عاصمتهم مدينة تبريز.

## حكام قراقويونلو
| الاسم الفخري                             | اسم شخصي                                            | ملك           |
| ---------------------------------------- | --------------------------------------------------- | ------------- |
| بك بیگ                                   | بيرم خواجة بیرم خواجہ                               | 1374 - 1378 م |
| بك بیگ                                   | قره محمد طريميش ( ابن أخ بيرم خواجة ) قرا محمد ترمش | 1378 - 1388 م |
| بك بیگ أبو نصر                           | قره يوسف نويان بن قره محمد قرا یوسف نوین بن محمد    | 1388 - 1399 م |
| تيمورلنك يغزو قراقويونلو (1400 - 1405 م) |                                                     |               |
| بك بیگ أبو نصر                           | قره يوسف نويان بن قره محمد قرا یوسف نوین بن محمد    | 1405 - 1420 م |
| بك بیگ                                   | قره إسكندر بن يوسف قرا اسکندر بن یوسف               | 1420 - 1436 م |
| بك بیگ                                   | اسبند بن يوسف اسپند بن یوسف                         | 1420 - 1445 م |
| بك بیگ مظفر الدين                        | جهان شاه بن يوسف جہاں شاہ ابن یوسف                  | 1436 - 1467 م |
| بك بیگ                                   | حسن علي بن جهان شاه حسن علی ابن جہاں شاہ            | 1467 - 1468 م |
| غزو آق قويونلو.                          |                                                     |               |

- الصف الأصفر المظلل يدل على السلف من سلالة قراقويونلو.